# Макао на Сурдлимпийских играх
Макао участвует в летних Сурдлимпийских играх с Игр 2001 года (не участвовали в Играх 2017, 2022 годов), в зимних Сурдлимпийских играх на настоящий момент не участвовали ни разу.

## Медальный зачёт

### Медали летних Сурдлимпийских игр
| Год  | Золото | Серебро | Бронза | Всего |
| 2013 | 1      | 0       | 1      | 2     |